# National Women's Soccer League 2025
La National Women's Soccer League 2025 es la 13.ª edición de este torneo, máxima categoría del fútbol femenino en Estados Unidos. Inició el 14 de marzo y finalizará el 22 de noviembre.
Al no producirse la entrada de ninguna franquicia este año, la temporada es disputada por 14 equipos, la misma cantidad de clubes que tomaron parte en la edición anterior.
Por otro lado, se trata de la primera temporada en la que no se llevó a cabo el draft colegial, debido a la renegociación del contrato colectivo entre la liga y la National Women's Soccer League Players Association, en consecuencia a partir de este año las jugadoras novatas son consideradas como agentes libres, igualando esta liga con el estándar que se sigue en la mayor parte las ligas internacionales.
La liga tuvo un periodo de pausa entre el 23 de junio y el 31 de julio, esto para que los equipos no fueran afectados por las convocatorias de jugadoras que disputaron competiciones internacionales como la Eurocopa Femenina y la Copa América Femenina.
El Orlando Pride es el campeón defensor de NWSL Championship y el NWSL Shield.

## Equipos
- A partir de esta temporada el Chicago Red Stars cambió su nombre a Chicago Stars FC.[5]

| Equipo                 | Ciudad                 | Entrenador            | Estadio                    | Capacidad | Kit  | Patrocinador                       |
| ---------------------- | ---------------------- | --------------------- | -------------------------- | --------- | ---- | ---------------------------------- |
| Angel City FC          | Los Ángeles            | Alexander Straus      | BMO Stadium                | 22.000    | Nike | DoorDash                           |
| Bay FC                 | Bahía de San Francisco | Albertin Montoya      | PayPal Park                | 18.000    | Nike | Sutter Health                      |
| Chicago Stars FC       | Chicago                | Ella Masar (interina) | SeatGeek Stadium           | 20.000    | Nike | Wintrust Financial                 |
| Gotham FC              | Harrison               | Juan Carlos Amorós    | Sports Illustrated Stadium | 25.000    | Nike | CarMax                             |
| Houston Dash           | Houston                | Fabrice Gautrat       | Shell Energy Stadium       | 7.000     | Nike | MD Anderson Cancer Center          |
| Kansas City Current    | Kansas City            | Vlatko Andonovski     | CPKC Stadium               | 11.500    | Nike | United Way                         |
| North Carolina Courage | Cary                   | Vacante               | Sahlen's Stadium           | 10.000    | Nike | Merz Aesthetics                    |
| Orlando Pride          | Orlando                | Seb Hines             | Inter&Co Stadium           | 25.500    | Nike | Orlando Health                     |
| Portland Thorns FC     | Portland               | Rob Gale              | Providence Park            | 25.218    | Nike | Providence Portland Medical Center |
| Racing Louisville FC   | Louisville             | Bev Yanez             | Lynn Family Stadium        | 11.700    | Nike | GE Appliances                      |
| San Diego Wave FC      | San Diego              | Jonas Eidevall        | Snapdragon Stadium         | 32.000    | Nike | Kaiser Permanente                  |
| Seattle Reign FC       | Seattle                | Laura Harvey          | Lumen Field                | 10.000    | Nike | Black Future Co-op Fund            |
| Utah Royals            | Salt Lake City         | Jimmy Coenraets       | America First Field        | 20.213    | Nike | America First Credit Union         |
| Washington Spirit      | Washington D. C.       | Adrián González       | Audi Field                 | 20.000    | Nike | CVS Health                         |

#### Cambios de entrenadores
| Equipo                 | Entrenador (Jornadas)     | Fecha de vacante    | Tipo de salida            | Posición en la tabla | Entrenador entrante | Fecha de nombramiento |
| ---------------------- | ------------------------- | ------------------- | ------------------------- | -------------------- | ------------------- | --------------------- |
| Chicago Stars FC       | Lorne Donaldson (1 - 6)   | 30 de abril de 2025 | Despido                   | 14.º                 | Masaki Hemmi INT    | 30 de abril de 2025   |
| Angel City FC          | Sam Laity (1 - 10)        | 31 de mayo de 2025  | Fin de interinato         | 7.º                  | Alexander Straus    | 1 de junio de 2025    |
| Washington Spirit      | Jonatan Giráldez (1 - 13) | 23 de junio de 2025 | Contratado por OL Lyonnes | 4.º                  | Adrián González     | 18 de julio de 2025   |
| Chicago Stars FC       | Masaki Hemmi INT (7 - 13) | 3 de julio de 2025  | Fin de interinato         | 13.º                 | Ella Masar INT      | 3 de julio de 2025    |
| North Carolina Courage | Sean Nahas (1 - 14)       | 6 de agosto de 2025 | Despido                   | 9.º                  |                     |                       |

### Equipos por estados
| Estado             | N.º | Equipos                                  |
| ------------------ | --- | ---------------------------------------- |
| California         | 3   | Angel City FC, Bay FC, San Diego Wave FC |
| Carolina del Norte | 1   | North Carolina Courage                   |
| Washington D. C.   | 1   | Washington Spirit                        |
| Florida            | 1   | Orlando Pride                            |
| Illinois           | 1   | Chicago Stars FC                         |
| Kentucky           | 1   | Racing Louisville FC                     |
| Misuri             | 1   | Kansas City Current                      |
| Nueva Jersey       | 1   | Gotham FC                                |
| Oregón             | 1   | Portland Thorns FC                       |
| Texas              | 1   | Houston Dash                             |
| Utah               | 1   | Utah Royals                              |
| Washington         | 1   | Seattle Reign FC                         |

## Formato de competición
Los 14 equipos juegan entre sí todos contra todos a dos vueltas sumando un total de 26 partidos disputados. Al finalizar la jornada 26 el primer clasificado de la tabla será el ganador del NWSL Shield, un trofeo que le es entregado al mejor equipo de la fase regular, además los ocho primeros clasificados avanzarán a las eliminatorias por el campeonato en donde se jugarán rondas de cuartos de final y semifinales a partido único en el estadio del equipo mejor clasificado, mientras que el partido final se llevará a cabo en una sede neutral, el ganador de ese juego será proclamado como campeón de la temporada, por lo que un mismo club puede ganar el NWSL Shield y el campeonato de la temporada.
Al igual en que en otras competiciones futbolísticas se otorgan tres puntos por victoria, uno por empate y cero por derrota.

## Clasificación
| Pos. | Equipo                 | Pts. | PJ | G  | E | P  | GF | GC | Dif. | Clasificación                                           |
| ---- | ---------------------- | ---- | -- | -- | - | -- | -- | -- | ---- | ------------------------------------------------------- |
| 1    | Kansas City Current    | 40   | 16 | 13 | 1 | 2  | 32 | 10 | +22  | NWSL Shield, Copa de Campeones Femenina y Eliminatorias |
| 2    | San Diego Wave FC      | 29   | 16 | 8  | 5 | 3  | 28 | 18 | +10  | Eliminatorias                                           |
| 3    | Orlando Pride          | 28   | 16 | 8  | 4 | 4  | 22 | 12 | +10  | Eliminatorias                                           |
| 4    | Washington Spirit      | 28   | 16 | 8  | 4 | 4  | 25 | 22 | +3   | Eliminatorias                                           |
| 5    | Portland Thorns FC     | 26   | 16 | 7  | 5 | 4  | 25 | 17 | +8   | Eliminatorias                                           |
| 6    | Seattle Reign FC       | 25   | 16 | 7  | 4 | 5  | 24 | 20 | +4   | Eliminatorias                                           |
| 7    | Racing Louisville FC   | 22   | 16 | 6  | 4 | 6  | 22 | 27 | −5   | Eliminatorias                                           |
| 8    | Gotham FC              | 20   | 16 | 5  | 5 | 6  | 20 | 16 | +4   | Eliminatorias                                           |
| 9    | North Carolina Courage | 20   | 16 | 5  | 5 | 6  | 20 | 23 | −3   |                                                         |
| 10   | Houston Dash           | 18   | 16 | 5  | 3 | 8  | 19 | 26 | −7   |                                                         |
| 11   | Bay FC                 | 17   | 16 | 4  | 5 | 7  | 18 | 22 | −4   |                                                         |
| 12   | Angel City FC          | 17   | 16 | 4  | 5 | 7  | 21 | 27 | −6   |                                                         |
| 13   | Chicago Stars FC       | 9    | 16 | 1  | 6 | 9  | 15 | 32 | −17  |                                                         |
| 14   | Utah Royals            | 7    | 16 | 1  | 4 | 11 | 12 | 31 | −19  |                                                         |

 Fuente: NWSL

### Evolución en la clasificación
| Equipo ╲ Jornada       | 1                   | 2  | 3  | 4  | 5  | 6  | 7  | 8  | 9  | 10 | 11 | 12 | 13 | 14 | 15 | 16 | 17 | 18 | 19 | 20 | 21 | 22 | 23 | 24 | 25 | 26 |  |
| ---------------------- | ------------------- | -- | -- | -- | -- | -- | -- | -- | -- | -- | -- | -- | -- | -- | -- | -- | -- | -- | -- | -- | -- | -- | -- | -- | -- | -- |  |
| Equipo ╲ Jornada       | Kansas City Current | 2  | 2  | 2  | 2  | 1  | 1  | 1  | 1  | 1  | 1  | 1  | 1  | 1  | 1  | 1  | 1  | 1  | 1  | 1  |    |    |    |    |    |    |  |
| San Diego Wave FC      | 9                   | 4  | 5  | 9  | 6  | 5  | 3  | 4  | 2  | 2  | 4  | 3  | 3  | 4  | 4  | 2  |    |    |    |    |    |    |    |    |    |    |  |
| Orlando Pride          | 1                   | 1  | 1  | 1  | 2  | 2  | 2  | 2  | 3  | 3  | 2  | 2  | 2  | 2  | 2  | 3  |    |    |    |    |    |    |    |    |    |    |  |
| Washington Spirit      | 3                   | 7  | 3  | 3  | 3  | 3  | 6  | 3  | 5  | 4  | 3  | 4  | 4  | 3  | 3  | 4  |    |    |    |    |    |    |    |    |    |    |  |
| Portland Thorns FC     | 13                  | 11 | 11 | 6  | 9  | 6  | 5  | 6  | 4  | 5  | 7  | 5  | 5  | 6  | 5  | 5  |    |    |    |    |    |    |    |    |    |    |  |
| Seattle Reign FC       | 6                   | 5  | 6  | 7  | 7  | 7  | 7  | 8  | 6  | 6  | 5  | 6  | 6  | 5  | 6  | 6  |    |    |    |    |    |    |    |    |    |    |  |
| Racing Louisville FC   | 4                   | 12 | 9  | 11 | 12 | 12 | 11 | 9  | 11 | 8  | 6  | 7  | 7  | 7  | 7  | 7  |    |    |    |    |    |    |    |    |    |    |  |
| Gotham FC              | 11                  | 13 | 12 | 5  | 4  | 4  | 4  | 7  | 8  | 9  | 10 | 8  | 8  | 8  | 8  | 8  |    |    |    |    |    |    |    |    |    |    |  |
| North Carolina Courage | 5                   | 10 | 10 | 13 | 14 | 11 | 9  | 11 | 9  | 10 | 11 | 11 | 9  | 9  | 9  | 9  |    |    |    |    |    |    |    |    |    |    |  |
| Houston Dash           | 12                  | 6  | 7  | 10 | 10 | 10 | 12 | 10 | 12 | 12 | 12 | 12 | 12 | 12 | 12 | 10 |    |    |    |    |    |    |    |    |    |    |  |
| Bay FC                 | 8                   | 3  | 8  | 8  | 8  | 8  | 10 | 12 | 10 | 11 | 8  | 9  | 10 | 10 | 10 | 11 |    |    |    |    |    |    |    |    |    |    |  |
| Angel City FC          | 7                   | 8  | 4  | 4  | 5  | 9  | 8  | 5  | 7  | 7  | 9  | 10 | 11 | 11 | 11 | 12 |    |    |    |    |    |    |    |    |    |    |  |
| Chicago Stars FC       | 14                  | 14 | 14 | 12 | 13 | 14 | 14 | 14 | 14 | 14 | 14 | 13 | 13 | 13 | 13 | 13 |    |    |    |    |    |    |    |    |    |    |  |
| Utah Royals            | 10                  | 9  | 13 | 14 | 11 | 13 | 13 | 13 | 13 | 13 | 13 | 14 | 14 | 14 | 14 | 14 |    |    |    |    |    |    |    |    |    |    |  |

## Resultados
- Los horarios corresponden al huso horario del Este de Estados Unidos: (Hora del Este, UTC-5 en horario estándar, UTC-4 en horario de verano).
- Calendario presentado el 22 de enero de 2025.[13]

| Orlando Pride        | 6 – 0 | Chicago Stars FC       | Inter&Co Stadium     | 14 de marzo | 20:00 |
| Houston Dash         | 1 – 2 | Washington Spirit      | Shell Energy Stadium | 14 de marzo | 20:00 |
| Kansas City Current  | 3 – 1 | Portland Thorns FC     | CPKC Stadium         | 15 de marzo | 12:45 |
| Racing Louisville FC | 1 – 1 | North Carolina Courage | Lynn Family Stadium  | 15 de marzo | 17:00 |
| Utah Royals          | 1 – 1 | Bay FC                 | America First Field  | 15 de marzo | 19:30 |
| Seattle Reign FC     | 1 – 1 | Gotham FC              | Lumen Field          | 15 de marzo | 22:00 |
| Angel City FC        | 1 – 1 | San Diego Wave FC      | BMO Stadium          | 16 de marzo | 18:50 |

| Portland Thorns FC     | 1 – 1 | Angel City FC        | Providence Park            | 21 de marzo | 22:00 |
| North Carolina Courage | 1 – 2 | Seattle Reign FC     | Sahlen's Stadium           | 22 de marzo | 19:00 |
| Washington Spirit      | 0 – 2 | Kansas City Current  | Audi Field                 | 22 de marzo | 19:30 |
| Bay FC                 | 2 – 0 | Racing Louisville FC | PayPal Park                | 22 de marzo | 22:00 |
| San Diego Wave FC      | 3 – 2 | Utah Royals          | Snapdragon Stadium         | 22 de marzo | 22:00 |
| Chicago Stars FC       | 1 – 2 | Houston Dash         | SeatGeek Stadium           | 23 de marzo | 15:00 |
| Gotham FC              | 0 – 2 | Orlando Pride        | Sports Illustrated Stadium | 23 de marzo | 17:00 |

| Washington Spirit   | 2 – 0 | Bay FC                 | Audi Field           | 28 de marzo | 20:00 |
| Houston Dash        | 0 – 0 | Gotham FC              | Shell Energy Stadium | 28 de marzo | 20:00 |
| Orlando Pride       | 2 – 1 | San Diego Wave FC      | Inter&Co Stadium     | 29 de marzo | 12:00 |
| Kansas City Current | 3 – 0 | Utah Royals            | CPKC Stadium         | 29 de marzo | 19:30 |
| Portland Thorns FC  | 0 – 0 | North Carolina Courage | Providence Park      | 29 de marzo | 22:00 |
| Chicago Stars FC    | 0 – 1 | Racing Louisville FC   | SeatGeek Stadium     | 30 de marzo | 16:00 |
| Angel City FC       | 2 – 1 | Seattle Reign FC       | BMO Stadium          | 30 de marzo | 20:00 |

| Utah Royals          | 0 – 1 | Portland Thorns FC     | America First Field        | 11 de abril | 22:00 |
| Racing Louisville FC | 0 – 2 | Washington Spirit      | Lynn Family Stadium        | 12 de abril | 17:00 |
| Houston Dash         | 1 – 3 | Angel City FC          | Shell Energy Stadium       | 12 de abril | 17:00 |
| Seattle Reign FC     | 0 – 1 | Orlando Pride          | Lumen Field                | 12 de abril | 19:30 |
| San Diego Wave FC    | 0 – 2 | Kansas City Current    | Snapdragon Stadium         | 12 de abril | 22:00 |
| Gotham FC            | 3 – 1 | North Carolina Courage | Sports Illustrated Stadium | 13 de abril | 16:00 |
| Bay FC               | 1 – 2 | Chicago Stars FC       | PayPal Park                | 13 de abril | 19:00 |

| Utah Royals            | 1 – 0 | Chicago Stars FC   | America First Field | 18 de abril | 21:30 |
| Seattle Reign FC       | 1 – 0 | Portland Thorns FC | Lumen Field         | 18 de abril | 22:00 |
| Angel City FC          | 0 – 4 | Gotham FC          | BMO Stadium         | 18 de abril | 22:30 |
| Racing Louisville FC   | 1 – 4 | San Diego Wave FC  | Lynn Family Stadium | 19 de abril | 15:00 |
| Orlando Pride          | 0 – 1 | Washington Spirit  | Inter&Co Stadium    | 19 de abril | 17:05 |
| North Carolina Courage | 0 – 1 | Bay FC             | Sahlen's Stadium    | 19 de abril | 19:00 |
| Kansas City Current    | 2 – 0 | Houston Dash       | CPKC Stadium        | 19 de abril | 19:30 |

| Orlando Pride          | 3 – 2 | Angel City FC        | Inter&Co Stadium     | 25 de abril | 20:00 |
| Houston Dash           | 1 – 0 | Utah Royals          | Shell Energy Stadium | 25 de abril | 20:00 |
| Washington Spirit      | 0 – 3 | Gotham FC            | Audi Field           | 26 de abril | 13:00 |
| North Carolina Courage | 3 – 2 | Kansas City Current  | Sahlen's Stadium     | 26 de abril | 19:00 |
| Chicago Stars FC       | 0 – 3 | San Diego Wave FC    | SeatGeek Stadium     | 26 de abril | 19:30 |
| Bay FC                 | 1 – 1 | Seattle Reign FC     | PayPal Park          | 26 de abril | 22:00 |
| Portland Thorns FC     | 3 – 3 | Racing Louisville FC | Providence Park      | 27 de abril | 16:00 |

| Houston Dash       | 1 – 2 | Racing Louisville FC   | Shell Energy Stadium       | 2 de mayo | 20:00 |
| Washington Spirit  | 3 – 4 | Angel City FC          | Audi Field                 | 2 de mayo | 20:00 |
| Seattle Reign FC   | 1 – 0 | Kansas City Current    | Lumen Field                | 2 de mayo | 20:30 |
| Portland Thorns FC | 1 – 0 | Orlando Pride          | Providence Park            | 3 de mayo | 19:30 |
| Utah Royals        | 0 – 2 | North Carolina Courage | America First Field        | 3 de mayo | 22:00 |
| Gotham FC          | 0 – 0 | Chicago Stars FC       | Sports Illustrated Stadium | 4 de mayo | 13:00 |
| San Diego Wave FC  | 2 – 1 | Bay FC                 | Snapdragon Stadium         | 4 de mayo | 20:00 |

| Racing Louisville FC   | 1 – 0 | Gotham FC          | Lynn Family Stadium | 9 de mayo  | 20:00 |
| Angel City FC          | 2 – 0 | Utah Royals        | BMO Stadium         | 9 de mayo  | 22:30 |
| Chicago Stars FC       | 2 – 3 | Washington Spirit  | SeatGeek Stadium    | 10 de mayo | 12:50 |
| North Carolina Courage | 1 – 1 | Orlando Pride      | Sahlen's Stadium    | 10 de mayo | 19:30 |
| San Diego Wave FC      | 1 – 1 | Portland Thorns FC | Snapdragon Stadium  | 10 de mayo | 22:00 |
| Kansas City Current    | 4 – 1 | Bay FC             | CPKC Stadium        | 11 de mayo | 12:50 |
| Seattle Reign FC       | 0 – 1 | Houston Dash       | Lumen Field         | 11 de mayo | 20:00 |

| Gotham FC              | 0 – 1 | San Diego Wave FC   | Sports Illustrated Stadium | 16 de mayo | 19:30 |
| Orlando Pride          | 0 – 1 | Kansas City Current | Inter&Co Stadium           | 16 de mayo | 20:00 |
| Houston Dash           | 1 – 4 | Portland Thorns FC  | Shell Energy Stadium       | 16 de mayo | 20:00 |
| Racing Louisville FC   | 0 – 1 | Seattle Reign FC    | Lynn Family Stadium        | 17 de mayo | 13:00 |
| North Carolina Courage | 2 – 0 | Chicago Stars FC    | Sahlen's Stadium           | 17 de mayo | 17:00 |
| Washington Spirit      | 3 – 3 | Utah Royals         | Audi Field                 | 17 de mayo | 19:30 |
| Bay FC                 | 2 – 0 | Angel City FC       | PayPal Park                | 17 de mayo | 22:00 |

| Portland Thorns FC | 4 – 1 | Gotham FC              | Providence Park      | 22 de abril | 22:30 |
| Utah Royals        | 1 – 3 | Orlando Pride          | America First Field  | 23 de mayo  | 21:30 |
| Seattle Reign FC   | 1 – 2 | Washington Spirit      | Lumen Field          | 23 de mayo  | 22:00 |
| Houston Dash       | 2 – 2 | Bay FC                 | Shell Energy Stadium | 24 de mayo  | 17:00 |
| Chicago Stars FC   | 1 – 3 | Kansas City Current    | SeatGeek Stadium     | 24 de mayo  | 19:30 |
| Angel City FC      | 2 – 3 | Racing Louisville FC   | BMO Stadium          | 24 de mayo  | 22:00 |
| San Diego Wave FC  | 5 – 2 | North Carolina Courage | Snapdragon Stadium   | 25 de mayo  | 22:00 |

| Racing Louisville FC | 3 – 2 | Utah Royals            | Lynn Family Stadium        | 6 de junio | 19:30 |
| San Diego Wave FC    | 1 – 2 | Seattle Reign FC       | Snapdragon Stadium         | 6 de junio | 22:00 |
| Gotham FC            | 1 – 2 | Kansas City Current    | Sports Illustrated Stadium | 7 de junio | 13:00 |
| Orlando Pride        | 1 – 0 | Houston Dash           | Inter&Co Stadium           | 7 de junio | 19:00 |
| Bay FC               | 1 – 0 | Portland Thorns FC     | PayPal Park                | 7 de junio | 19:30 |
| Angel City FC        | 2 – 2 | Chicago Stars FC       | BMO Stadium                | 7 de junio | 22:00 |
| Washington Spirit    | 3 – 1 | North Carolina Courage | Audi Field                 | 8 de junio | 16:00 |

| Houston Dash        | 2 – 3 | San Diego Wave FC      | Shell Energy Stadium | 13 de junio | 20:00 |
| Utah Royals         | 0 – 3 | Gotham FC              | America First Field  | 13 de junio | 21:30 |
| Bay FC              | 0 – 1 | Orlando Pride          | PayPal Park          | 13 de junio | 22:00 |
| Chicago Stars FC    | 2 – 2 | Seattle Reign FC       | SeatGeek Stadium     | 14 de junio | 17:00 |
| Kansas City Current | 4 – 2 | Racing Louisville FC   | CPKC Stadium         | 14 de junio | 19:30 |
| Angel City FC       | 1 – 2 | North Carolina Courage | BMO Stadium          | 14 de junio | 22:00 |
| Portland Thorns FC  | 2 – 0 | Washington Spirit      | Providence Park      | 15 de junio | 16:00 |

| Kansas City Current    | 1 – 0 | Angel City FC     | CPKC Stadium               | 20 de junio | 20:00 |
| Racing Louisville FC   | 2 – 0 | Orlando Pride     | Lynn Family Stadium        | 20 de junio | 20:00 |
| Utah Royals            | 1 – 4 | Seattle Reign FC  | America First Field        | 21 de junio | 17:00 |
| Gotham FC              | 2 – 1 | Bay FC            | Sports Illustrated Stadium | 21 de junio | 19:30 |
| North Carolina Courage | 2 – 1 | Houston Dash      | Sahlen's Stadium           | 21 de junio | 19:30 |
| Portland Thorns FC     | 1 – 0 | Chicago Stars FC  | Providence Park            | 21 de junio | 22:00 |
| San Diego Wave FC      | 0 – 0 | Washington Spirit | Snapdragon Stadium         | 22 de junio | 22:00 |

| Racing Louisville FC   | 0 – 2 | Kansas City Current | Lynn Family Stadium | 1 de agosto | 20:00 |
| Chicago Stars FC       | 1 – 1 | Gotham FC           | SeatGeek Stadium    | 1 de agosto | 20:00 |
| Seattle Reign FC       | 2 – 0 | Angel City FC       | Lumen Field         | 1 de agosto | 22:30 |
| North Carolina Courage | 0 – 0 | San Diego Wave FC   | Sahlen's Stadium    | 2 de agosto | 19:30 |
| Bay FC                 | 2 – 2 | Houston Dash        | PayPal Park         | 2 de agosto | 22:00 |
| Washington Spirit      | 2 – 1 | Portland Thorns FC  | Audi Field          | 3 de agosto | 12:30 |
| Orlando Pride          | 1 – 1 | Utah Royals         | Inter&Co Stadium    | 3 de agosto | 18:00 |

| Houston Dash       | 2 – 1 | North Carolina Courage | Shell Energy Stadium       | 8 de agosto  | 20:00 |
| Utah Royals        | 0 – 1 | Kansas City Current    | America First Field        | 8 de agosto  | 22:00 |
| Gotham FC          | 0 – 0 | Washington Spirit      | Sports Illustrated Stadium | 9 de agosto  | 12:00 |
| Orlando Pride      | 1 – 1 | Racing Louisville FC   | Inter&Co Stadium           | 9 de agosto  | 19:30 |
| San Diego Wave FC  | 1 – 1 | Angel City FC          | Snapdragon Stadium         | 9 de agosto  | 22:00 |
| Chicago Stars FC   | 1 – 1 | Bay FC                 | SeatGeek Stadium           | 10 de agosto | 14:00 |
| Portland Thorns FC | 4 – 2 | Seattle Reign FC       | Providence Park            | 10 de agosto | 16:00 |

| Washington Spirit      | 2 – 2 | Racing Louisville FC | Audi Field                 | 15 de agosto | 20:00 |
| Utah Royals            | 0 – 0 | Angel City FC        | America First Field        | 15 de agosto | 22:00 |
| Kansas City Current    | 0 – 0 | Orlando Pride        | CPKC Stadium               | 16 de agosto | 14:00 |
| North Carolina Courage | 1 – 1 | Portland Thorns FC   | Sahlen's Stadium           | 16 de agosto | 19:30 |
| Bay FC                 | 1 – 2 | San Diego Wave FC    | PayPal Park                | 16 de agosto | 22:00 |
| Gotham FC              | 1 – 2 | Houston Dash         | Sports Illustrated Stadium | 17 de agosto | 16:00 |
| Seattle Reign FC       | 3 – 3 | Chicago Stars FC     | Lumen Field                | 18 de agosto | 22:00 |

| Angel City FC      | vs. | Orlando Pride          | BMO Stadium                | 21 de agosto | 22:30 |
| Chicago Stars FC   | vs. | North Carolina Courage | SeatGeek Stadium           | 22 de agosto | 20:00 |
| Bay FC             | vs. | Washington Spirit      | PayPal Park                | 23 de agosto | 16:00 |
| Gotham FC          | vs. | Utah Royals            | Sports Illustrated Stadium | 23 de agosto | 19:30 |
| Portland Thorns FC | vs. | Kansas City Current    | Providence Park            | 23 de agosto | 22:00 |
| Houston Dash       | vs. | Seattle Reign FC       | Shell Energy Stadium       | 24 de agosto | 19:00 |
| San Diego Wave FC  | vs. | Racing Louisville FC   | Snapdragon Stadium         | 24 de agosto | 20:00 |

| Racing Louisville FC | vs. | Houston Dash           | Lynn Family Stadium | 29 de agosto    | 19:30 |
| Orlando Pride        | vs. | Gotham FC              | Inter&Co Stadium    | 29 de agosto    | 20:00 |
| Seattle Reign FC     | vs. | San Diego Wave FC      | Lumen Field         | 29 de agosto    | 22:30 |
| Portland Thorns FC   | vs. | Utah Royals            | Providence Park     | 29 de agosto    | 22:30 |
| Kansas City Current  | vs. | North Carolina Courage | CPKC Stadium        | 30 de agosto    | 19:30 |
| Washington Spirit    | vs. | Chicago Stars FC       | Audi Field          | 31 de agosto    | 16:00 |
| Angel City FC        | vs. | Bay FC                 | BMO Stadium         | 1 de septiembre | 21:00 |

| Racing Louisville FC   | vs. | Portland Thorns FC  | Lynn Family Stadium        | 5 de septiembre | 20:00 |
| North Carolina Courage | vs. | Utah Royals         | Sahlen's Stadium           | 6 de septiembre | 19:30 |
| Bay FC                 | vs. | Kansas City Current | PayPal Park                | 6 de septiembre | 22:00 |
| Chicago Stars FC       | vs. | Orlando Pride       | SeatGeek Stadium           | 7 de septiembre | 13:00 |
| Washington Spirit      | vs. | Seattle Reign FC    | Audi Field                 | 7 de septiembre | 16:00 |
| Gotham FC              | vs. | Angel City FC       | Sports Illustrated Stadium | 7 de septiembre | 17:00 |
| San Diego Wave FC      | vs. | Houston Dash        | Snapdragon Stadium         | 7 de septiembre | 20:00 |

| San Diego Wave FC      | vs. | Gotham FC            | Snapdragon Stadium  | 12 de septiembre | 22:00 |
| North Carolina Courage | vs. | Angel City FC        | Sahlen's Stadium    | 13 de septiembre | 12:30 |
| Orlando Pride          | vs. | Bay FC               | Inter&Co Stadium    | 13 de septiembre | 17:00 |
| Kansas City Current    | vs. | Washington Spirit    | CPKC Stadium        | 13 de septiembre | 19:30 |
| Chicago Stars FC       | vs. | Portland Thorns FC   | SeatGeek Stadium    | 14 de septiembre | 15:00 |
| Utah Royals            | vs. | Houston Dash         | America First Field | 14 de septiembre | 18:00 |
| Seattle Reign FC       | vs. | Racing Louisville FC | Lumen Field         | 14 de septiembre | 20:00 |

| Angel City FC       | vs. | Washington Spirit      | BMO Stadium          | 18 de septiembre | 22:30 |
| Orlando Pride       | vs. | North Carolina Courage | Inter&Co Stadium     | 19 de septiembre | 19:30 |
| Houston Dash        | vs. | Chicago Stars FC       | Shell Energy Stadium | 19 de septiembre | 20:00 |
| Utah Royals         | vs. | Racing Louisville FC   | America First Field  | 19 de septiembre | 22:00 |
| Kansas City Current | vs. | Seattle Reign FC       | CPKC Stadium         | 20 de septiembre | 19:30 |
| Portland Thorns FC  | vs. | San Diego Wave FC      | Providence Park      | 20 de septiembre | 22:00 |
| Bay FC              | vs. | Gotham FC              | PayPal Park          | 21 de septiembre | 20:30 |

| Gotham FC            | vs. | Portland Thorns FC     | Sports Illustrated Stadium | 26 de septiembre | 20:00 |
| Kansas City Current  | vs. | Chicago Stars FC       | CPKC Stadium               | 26 de septiembre | 20:00 |
| San Diego Wave FC    | vs. | Orlando Pride          | Snapdragon Stadium         | 26 de septiembre | 22:30 |
| Racing Louisville FC | vs. | Angel City FC          | Lynn Family Stadium        | 27 de septiembre | 19:30 |
| Bay FC               | vs. | Utah Royals            | PayPal Park                | 27 de septiembre | 22:00 |
| Washington Spirit    | vs. | Houston Dash           | Audi Field                 | 28 de septiembre | 13:00 |
| Seattle Reign FC     | vs. | North Carolina Courage | Lumen Field                | 28 de septiembre | 20:00 |

| Houston Dash           | vs. | Orlando Pride        | Shell Energy Stadium       | 3 de octubre | 20:00 |
| North Carolina Courage | vs. | Racing Louisville FC | Sahlen's Stadium           | 4 de octubre | 19:30 |
| Portland Thorns FC     | vs. | Bay FC               | Providence Park            | 4 de octubre | 22:00 |
| Washington Spirit      | vs. | San Diego Wave FC    | Audi Field                 | 5 de octubre | 13:00 |
| Gotham FC              | vs. | Seattle Reign FC     | Sports Illustrated Stadium | 5 de octubre | 16:00 |
| Chicago Stars FC       | vs. | Utah Royals          | SeatGeek Stadium           | 5 de octubre | 16:00 |
| Angel City FC          | vs. | Kansas City Current  | BMO Stadium                | 6 de octubre | 22:30 |

| Racing Louisville FC   | vs. | Chicago Stars FC   | Lynn Family Stadium | 10 de octubre | 19:30 |
| Orlando Pride          | vs. | Portland Thorns FC | Inter&Co Stadium    | 10 de octubre | 20:00 |
| Seattle Reign FC       | vs. | Bay FC             | Lumen Field         | 10 de octubre | 22:30 |
| Kansas City Current    | vs. | Gotham FC          | CPKC Stadium        | 11 de octubre | 17:00 |
| North Carolina Courage | vs. | Washington Spirit  | Sahlen's Stadium    | 11 de octubre | 19:30 |
| Utah Royals            | vs. | San Diego Wave FC  | America First Field | 11 de octubre | 22:00 |
| Angel City FC          | vs. | Houston Dash       | BMO Stadium         | 12 de octubre | 17:00 |

| Seattle Reign FC  | vs. | Utah Royals            | Lumen Field                | 17 de octubre | 22:00 |
| Bay FC            | vs. | North Carolina Courage | PayPal Park                | 17 de octubre | 22:00 |
| Washington Spirit | vs. | Orlando Pride          | Audi Field                 | 18 de octubre | 12:30 |
| Houston Dash      | vs. | Kansas City Current    | Shell Energy Stadium       | 18 de octubre | 19:30 |
| San Diego Wave FC | vs. | Chicago Stars FC       | Snapdragon Stadium         | 18 de octubre | 22:00 |
| Gotham FC         | vs. | Racing Louisville FC   | Sports Illustrated Stadium | 19 de octubre | 15:00 |
| Angel City FC     | vs. | Portland Thorns FC     | BMO Stadium                | 19 de octubre | 17:00 |

| North Carolina Courage | vs. | Gotham FC         | Sahlen's Stadium    | 2 de noviembre | T.B.D. |
| Kansas City Current    | vs. | San Diego Wave FC | CPKC Stadium        | 2 de noviembre | T.B.D. |
| Utah Royals            | vs. | Washington Spirit | America First Field | 2 de noviembre | T.B.D. |
| Orlando Pride          | vs. | Seattle Reign FC  | Inter&Co Stadium    | 2 de noviembre | T.B.D. |
| Racing Louisville FC   | vs. | Bay FC            | Lynn Family Stadium | 2 de noviembre | T.B.D. |
| Chicago Stars FC       | vs. | Angel City FC     | SeatGeek Stadium    | 2 de noviembre | T.B.D. |
| Portland Thorns FC     | vs. | Houston Dash      | Providence Park     | 2 de noviembre | T.B.D. |

## Estadísticas
Actualizado al 10 de agosto de 2025.

### Goleadoras
| Puesto | Jugadora         | Club                 | Goles |
| ------ | ---------------- | -------------------- | ----- |
| 1      | Temwa Chawinga   | Kansas City Current  | 10    |
| 1      | Esther González  | Gotham FC            | 10    |
| 3      | Barbra Banda     | Orlando Pride        | 8     |
| 4      | Riley Tiernan    | Angel City FC        | 7     |
| 5      | Ashley Hatch     | Washington Spirit    | 6     |
| 5      | Emma Sears       | Racing Louisville FC | 6     |
| 7      | Emeri Adames     | Seattle Reign FC     | 5     |
| 7      | Debinha          | Kansas City Current  | 5     |
| 7      | Penelope Hocking | Bay FC               | 5     |
| 7      | Gift Monday      | Washington Spirit    | 5     |
| 7      | Alyssa Thompson  | Angel City FC        | 5     |
| 7      | Reilyn Turner    | Portland Thorns FC   | 5     |
| 7      | Bia Zaneratto    | Kansas City Current  | 5     |

### Hat-tricks
Lista de hat-tricks o más goles.
| Jugadora     | Club          | Local       | Resultado | Visita        | Goles      | Fecha              |
| ------------ | ------------- | ----------- | --------- | ------------- | ---------- | ------------------ |
| Barbra Banda | Orlando Pride | Utah Royals | 1 – 3     | Orlando Pride | 6' 37' 38' | 23 de mayo de 2025 |

### Asistentes
| Puesto | Jugadora           | Club                   | Asistencias |
| ------ | ------------------ | ---------------------- | ----------- |
| 1      | Delphine Cascarino | San Diego Wave FC      | 5           |
| 1      | Sarah Schupansky   | Gotham FC              | 5           |
| 3      | Jessie Fleming     | Portland Thorns FC     | 4           |
| 3      | Rosemonde Kouassi  | Washington Spirit      | 4           |
| 3      | Hailie Mace        | Kansas City Current    | 4           |
| 3      | Manaka Matsukubo   | North Carolina Courage | 4           |
| 3      | Izzy Rodriguez     | Kansas City Current    | 4           |
| 3      | Janine Sonis       | Racing Louisville FC   | 4           |
| 3      | Gisele Thompson    | Angel City FC          | 4           |
| 10     | 7 jugadoras        | 7 jugadoras            | 3           |

### Vallas invictas
| Puesto | Portera           | Club                   | Vallas invictas |
| ------ | ----------------- | ---------------------- | --------------- |
| 1      | Lorena            | Kansas City Current    | 7               |
| 2      | Ann-Katrin Berger | Gotham FC              | 5               |
| 2      | Aubrey Kingsbury  | Washington Spirit      | 5               |
| 2      | Anna Moorhouse    | Orlando Pride          | 5               |
| 5      | Claudia Dickey    | Seattle Reign FC       | 4               |
| 5      | Casey Murphy      | North Carolina Courage | 4               |
| 5      | Kailen Sheridan   | San Diego Wave FC      | 4               |
| 5      | Jordan Silkowitz  | Bay FC                 | 4               |
| 9      | Bella Bixby       | Portland Thorns FC     | 3               |
| 10     | Mackenzie Arnold  | Portland Thorns FC     | 2               |
| 10     | Jordyn Bloomer    | Racing Louisville FC   | 2               |
| 10     | Jane Campbell     | Houston Dash           | 2               |

## Premios

### Premios mensuales

#### Jugadora del mes
| Mes   | Jugadora            | Club                | Ref.   |
| ----- | ------------------- | ------------------- | ------ |
| Marzo | Temwa Chawinga      | Kansas City Current | [ 15 ] |
| Abril | Esther González     | Gotham FC           | [ 16 ] |
| Mayo  | Temwa Chawinga (2)  | Kansas City Current | [ 17 ] |
| Junio | Esther González (2) | Gotham FC           | [ 18 ] |

#### Novata del mes
| Mes   | Jugadora          | Club               | Ref.   |
| ----- | ----------------- | ------------------ | ------ |
| Marzo | Maggie Graham     | Houston Dash       | [ 19 ] |
| Abril | Riley Tiernan     | Angel City FC      | [ 20 ] |
| Mayo  | Riley Tiernan (2) | Angel City FC      | [ 21 ] |
| Junio | Pietra Tordin     | Portland Thorns FC | [ 22 ] |

#### Entrenador(a) del mes
| Mes   | Entrenador(a)     | Club                | Ref.         |
| ----- | ----------------- | ------------------- | ------------ |
| Marzo | No entregado      | No entregado        | No entregado |
| Abril | No entregado      | No entregado        | No entregado |
| Mayo  | Jonas Eidevall    | San Diego Wave FC   | [ 23 ]       |
| Junio | Vlatko Andonovski | Kansas City Current | [ 24 ]       |

#### Equipo del mes
| Month | Goalkeeper            | Defenders                                                                           | Midfielders                                                     | Forwards                                                          | Ref.   |
| ----- | --------------------- | ----------------------------------------------------------------------------------- | --------------------------------------------------------------- | ----------------------------------------------------------------- | ------ |
| Marzo | Lorena, KC            | Kerry Abello, ORL Jordyn Bugg, SEA Alana Cook, KC Ryan Williams, NC                 | Gia Corley, SD Debinha, KC Lo'eau LaBonta, KC                   | Barbra Banda, ORL Temwa Chawinga, KC Ashley Hatch, WAS            | [ 25 ] |
| Abril | Aubrey Kingsbury, WAS | Lilly Reale, GFC Izzy Rodriguez, KC Emily Sonnett, GFC Ryan Williams, NC (2)        | Kenza Dali, SD Debinha, KC (2) Lo'eau LaBonta, KC (2)           | Barbra Banda, ORL (2) Delphine Cascarino, SD Esther González, GFC | [ 26 ] |
| Mayo  | Claudia Dickey, SEA   | Trinity Armstrong, SD Casey Krueger, WAS Hailie Mace, KC Gisele Thompson, LA        | Sam Coffey, POR Taylor Flint, LOU Manaka Matsukubo, NC          | Barbra Banda, ORL (3) Temwa Chawinga, KC (2) Riley Tiernan, LA    | [ 27 ] |
| Junio | Lorena, KC (2)        | Jordyn Bugg, SEA (2) Caprice Dydasco, BAY Courtney Petersen, LOU Kayla Sharples, KC | Sam Coffey, POR (2) Kenza Dali, SD (2) Manaka Matsukubo, NC (2) | Emeri Adames, SEA Temwa Chawinga, KC (3) Esther González, GFC (2) | [ 28 ] |

## NWSL Challenge Cup
Por segunda ocasión se mantuvo el formato de supercopa en el que el campeón del NWSL Shield enfrentó a las ganadoras del campeonato de la NWSL. En esta ocasión al ser el Orlando Pride el campeón de ambos torneos, el Washington Spirit al ser subcampeón tomó el otro lugar. 
| 7 de marzo de 2025 | Orlando Pride                    | 1:1 (1:0) (2:4 p.)         | Washington Spirit                | Inter&Co Stadium, Orlando |                           |
| 20:00 (UTC -5)     | Souza 41'                        | Reporte                    | Santos 72'                       | Árbitro(s): Alex Billeter | Árbitro(s): Alex Billeter |
|                    |                                  | Tiros desde el punto penal |                                  |                           |                           |
|                    | Doyle · Angelina · Yates · Lemos |                            | Hatch · Bernal · Miura · McKeown |                           |                           |

|                                       |
|                                       |
| Campeón Washington Spirit 1.er título |